# Bap Kennedy
Martin "Bap" Kennedy (født 17. juni 1962, død 1. november 2016) var en singer-songwriter fra Belfast, Nordirland. Mange har i tidens løb forvekslet ham med Brian Kennedy som også er nordierer og i øvrigt Baps yngste bror.